# Pamhule Skov
Pamhule Skov er med 355 hektar den største skov af et sammenhængende statsskovareal på ca. 750 hektar. Skoven ligger ved vestenden af Haderslev Dam, mod øst grænser skoven op til Haderslev Dyrehave, mod vest til Hjelmvrå og mod nordvest til skovene Teglholt, Kirkekobbel og Sandkule. Skoven er en del af Natura 2000--område nr. 92 Pamhule Skov og Stevning Dam. 101 hektar af  skoven blev i 2018 udpeget til ny urørt løvskov.

## Etymologi
Pamhule refererer til "skoven ved kløften (hulen), i de kuperede (pamp), bakker".

## Dyreliv
En stor del af skovens nordlige del udgøres af Hindemade Sø, hvor et rigt fugleliv kan opleves.
Langs Bibækken i Pamhule Skov kan man finde isfuglen. På øerne i Hindemade yngler masser af vandfugle, som lokker havørne til.
Derudover findes der mange andre fuglearter der i blandt hvepsevåge, bjergvipstjert, vandstær, grønspætte, stor flagspætte, sortspætte, fiskehejre, duehøg, musvåge, spurvehøg og rød glente.